# A Coruña (tỉnh)
A Coruña (cũng là: La Coruña trong tiếng Tây Ban Nha, La Corogne trong tiếng Pháp và La Croyne và Corunna trong tiếng Anh) là một tỉnh của Tây Ban Nha, một trong bốn tỉnh tạo thành cộng đồng tự trị Galicia. Tỉnh này được giới hạn bở Đại Tây Dương về phía tây và phía bắc, tỉnh Pontevedra về phía nam và tỉnh Lugo về phía đông.